# Битва при Стаффарде
Битва при Стаффарде — сражение между французскими войсками генерал-лейтенанта Никола Катина и союзными силами герцога Виктора Амедея II Савойского 18 августа 1690 года в Пьемонте в войне Аугсбургской лиги.

## Кампания 1690 года в Пьемонте
В кампанию 1689 года Савойя сохраняла нейтралитет. Чтобы привлечь Виктора Амедея на свою сторону, император направил к нему принца Евгения Савойского, и тот убедил своего родственника присоединиться к Аугсбургской лиге в обмен на помощь в отвоевании Пиньероля и признании захватов, которые удастся сделать в Дофине.
Людовик XIV, опасавшийся, что под ударом немцев и испанцев могут оказаться французские форпосты в Пьемонте Пиньероль и Казале, к апрелю 1690 сосредоточил в Пиньероле значительные силы под командованием генерала Катина, и начал военные действия против вальдийцев.
16 июня 1690 герцог объявил войну Франции. В Турине в это время находилось только два полка гвардии, к тому же в городе был открыт заговор во главе с неким французом по имени Сильвестр, намеревавшимся поджечь столицу в нескольких местах. Катина немедленно выступил из Пиньероля с 15 тыс. человек, один из его отрядов захватил недалеко от Турина крепость Риволи, а основные силы сжигали деревни, отказывавшиеся платить контрибуцию. Зверства французов напоминали варварское опустошение Пфальца в 1688 году. 7 августа городок Кавур, расположенный на берегу По слева от Пиньероля, был взят, полностью сожжён, а все жители, которых сумели обнаружить солдаты, были вырезаны без различия пола и возраста.
8 августа Катина переправился через По у Кариньяно, но самим городом овладеть не смог, поскольку маркиз де Пьянецца успел ввести туда отряд. Герцог Савойский собрал у Лоджи небольшие силы, состоявшие из гарнизонных войск и ополчения. Отказавшись от атаки Кариньяно, Катина отступил к Марсалье, всё уничтожая на своём пути, затем продвинулся к Бенаско, сжёг его и снова создал угрозу Турину. В городе был открыт ещё один заговор, его руководитель, французский посол Рибенак, был арестован, а затем были схвачены все французы, обосновавшиеся в Пьемонте. Франция ответила аналогичными действиями.
К середине августа к армии Катина присоединился отряд маркиза де Фёкьера, закончивший опустошение страны Во, а на помощь савойцам подошли 8 тыс. имперских войск принца Евгения и испанцы из Миланского герцогства. Французы располагали 19 пехотными полками (из них 5 ополченских) и 14 полками драгун и лёгкой кавалерии.
Виктор Амедей занял укреплённую позицию у Виллафранки, а Катина приказал Фёкьеру овладеть Салуццо, что тот исполнил после небольшого боя. Движение савойцев в сторону Салуццо заставило генерала отозвать оттуда войска. Фёкьеру, которого пытались окружить 8 тыс. союзников, удалось прорваться, потеряв 600 человек и нанеся противнику серьёзные потери (около 1500 убитых и раненых).

## Подготовка сражения
Чтобы выманить герцога для боя на более удобное место, Катина 17-го снял лагерь у Кавура и двинулся к Салуццо, где савойцы разместили 3 тыс. человек. Перейдя По, в это время почти пересохшую, Фёкьер овладел несколькими господствующими высотами, а к вечеру 17 августа в этот район прибыл авангард союзников.
Герцог устроил штаб-квартиру в аббатстве Стаффарда и выстроил войска в две линии, упираясь правым флангом в поросшее лесом болото у течения Сендоне, а левым в болота у берега По; три батальона с отрядом милиции были размещены на самом болоте, чтобы поддержать фланг первой линии. Они отрыли окопы возле трёх небольших домиков. Старая плотина, овладение которой позволяло противнику выйти союзникам во фланг, занята не была по причине плохо проведённой разведки местности.
Болото у По было трудно проходимым для кавалерии, но удобным для пехоты, фронт союзников прикрывал небольшой ручей, а в тылу были два лесистых прохода, удобных для отступления. В обеих линиях в центре герцог Савойский поставил пьемонтскую и немецкую кавалерию, а на флангах пехоту. Многочисленные домики по берегу Сендоне были заняты войсками, но между ними и оконечностью первой линии оставалось достаточно места, чтобы противник мог развернуться для выхода ей во фланг.

## Битва

Боевое расписание французской армии в битве при Стаффарде

Утром 18 августа, проведя с десятью эскадронами разведку боем, командующий левым флангом французов маркиз де Сен-Сильвестр обнаружил зазор между первой линией противника и домиками, занятыми пехотой на берегу Сендоне, после чего атаковал кавалерией вражескую линию, а пехотную колонну двинул в интервал. Два батальона, занимавшие домики, опасаясь оказаться отрезанными от основных сил, начали отступление, но герцог двинул им на помощь ещё три и отряд кавалерии, и пьемонтцы после продолжительного и жаркого боя выбили французов с позиции.
В 11 часов началось основное сражение. У французов пехота стояла в центре, а кавалерия на флангах. Катина пытался прорвать левый фланг противника, двинув в болото восемь батальонов при поддержке кавалерии. Французы опрокинули засевшую там испанскую и пьемонтскую пехоту, но неудобство местности не позволило развить успех на этом направлении. По фронту между болотами французы могли развернуть в атакующую линию только шесть эскадронов. Яростной атакой они отбросили кавалерию противника, но линию прорвать не смогли.
Не добившись результата справа и в центре, Катина решил повторить атаку левым флангом, чтобы овладеть домиками по берегу Сендоне. Сен-Сильвестр начал штурм при поддержке 14 орудий, жестокий обстрел и кровопролитное сражение продолжались два часа, но оборону пьемонтцев прорвать не удалось, так как Виктор Амедей обеспечивал поддержку, перебрасывая части своей второй линии. Катина решил этим воспользоваться и, оставив часть сил левого фланга продолжать атаки домиков, двинулся с ударной группой в интервал между ними и ослабленным правым флангом противника.
Это был опасный манёвр, поскольку генерал оказался между двумя линиями противника и мог получить удар в спину, но савойцы растерялись, и пехота их правого фланга начала отступать. Войска, оборонявшие берег Сендоне, остались без поддержки, и французы взяли домики штурмом один за другим.
После этого Катина начал общую фронтальную атаку, но савойская пехота сумела восстановить порядок и встретила сильным огнём атакующую линию вражеского центра. Герцог ввёл все части второй линии в интервалы первой, чтобы повысить плотность огня и попытаться полным напряжением сил остановить неприятеля. Некоторое время исход боя оставался неясным, но Катина, вторая линия которого ещё не участвовала в сражении, двинул свежие силы против флангов союзников. Уставшие части не смогли выдержать новой атаки, и вскоре герцог был вынужден начать отступление через лесные дефиле. Принц Евгений во главе гвардии, пьемонтских жандармов и отрядов пехоты, размещённых в зарослях на берегу По, прикрывал отступление основных сил к Стаффарде. Герцог не решился задерживаться в монастыре, оставил там раненых и ушёл к Виллафранке.

## Итоги
Союзники потеряли 4 тыс. человек и 1200 пленными, 11 орудий, 15 знамён, обоз и снаряжение. Потери французов составляли 1000—1200 человек.
19 августа Катина подошёл к Салуццо. Пьемонтская милиция разбежалась, и город был взят почти без сопротивления. Затем были заняты Савильяно, Кассано и Виллафранка.

«Жгите, жгите хорошенько эту страну», — требовал Лувуа у Катина; Катина жёг, и Риволи, избежавший этого в первый раз, был предан пламени, как ранее Люцерн, Кавур и другие укрепления.— Gallois N. Les armées françaises en Italie (1494—1849), p. 139
Король требовал у командующего взятия Карманьолы. Катина не верил, что успеет это сделать до конца кампании, и ограничился обложением города. 29 октября войска начали отход на зимние квартиры, по пути уничтожив все поселения, которые не смогли выплатить контрибуцию. 11 ноября они заняли покинутый противником перевал в долину Сузы, 12-го взяли город Сузу, 14-го — её цитадель.
В честь победы при Стаффарде была отчеканена памятная медаль с бюстом Людовика XIV и легендой LUDOVICUS XIIII. REX CHRISTIANISSIMUS на аверсе. На реверсе был выбит Геркулес, держащий в руке корону Савойского герцогства и попирающий ногой поверженного кентавра (аллюзия на медаль Карла Эммануила Савойского, отчеканенную по случаю присоединения Салуццо), с легендой DUX SAB. CUM FOED. PROFLIGATUS (DUX SABAUDIÆ CUM FOEDERATIS PROFLIGATUS) AD STAFFARDAM. M. DC. LXXXX («герцог Савойский с союзниками, разбитый при Стаффарде. 1690»).
Также этой битве посвящена медаль трёх побед (Флёрюс, Английское побережье, Стаффарда), отчеканенная медальерами Жаном Долленом и Жеромом Русселем в память о трёх крупнейших победах Франции в 1690 году. На аверсе изображён бюст Людовика XIV с легендой LUDOVICUS MAGNUS REX CHRISTIANISSIMUS; на реверсе сидящий на троне Людовик мановением руки посылает богиню Викторию, взмывающую в небеса с тремя дротиками в одной руке и пальмовой ветвью в другой, с легендой VICTORIA OBSEQUENS AD FLORIACUM AD LITTUS / ANGLICUM AD STAFFARDAM / M.DC.XC («послушная победа при Флёрюсе, у Английского побережья, при Стаффарде. 1690»).